# فلورنس غريفيث جوينر
فلورنس غريفيث جوينر (Florence Griffith-Joyner) هي لاعبة أولمبية لرياضة ألعاب القوى من الولايات المتحدة. شاركت في الأولمبياد الصيفي في 1984–1988، وفازت بما مجموعه 5 ميداليات.

## الميداليات
| ذهب | فضة | برونز | المجموع |
| 3   | 2   | 0     | 5       |

## روابط خارجية
- فلورنس غريفيث جوينر على موقع IMDb (الإنجليزية)
- فلورنس غريفيث جوينر على موقع الموسوعة البريطانية (الإنجليزية)
- فلورنس غريفيث جوينر على موقع إن إن دي بي (الإنجليزية)
- فلورنس غريفيث جوينر على موقع قاعدة بيانات الفيلم (الإنجليزية)

- فلورنس غريفيث جوينر على موقع الاتحاد الدولي لألعاب القوى (الإنجليزية)
- فلورنس غريفيث جوينر على موقع الاتحاد الأمريكي لسباقات المضمار والميدان، قاعة المشاهير (الإنجليزية)
- فلورنس غريفيث جوينر على موقع اللجنة الأولمبية الدولية (الإنجليزية)
- فلورنس غريفيث جوينر على موقع أوليمبيديا (الإنجليزية)
- فلورنس غريفيث جوينر على موقع قاعة كاليفورنيا للمشاهير الرياضية (الإنجليزية)